# Enge-Sande
Enge-Sande (frisó septentrional mooring Ding-Sönj) és un municipi del districte de Nordfriesland, dins l'Amt Südtondern, a l'estat alemany de Slesvig-Holstein.
Enge-Sande és a uns 30 km al nord de Husum, 30 km a l'oest de Flensburg, devora de la frontera danesa. Fou creat el febrer de 1974 per la fusió dels antics municipis d'Enge, Engerheide, Knorburg, Sande, Schardebüll i Soholm. El 31 de desembre del 2023 tenia 1.141 habitants.